# Smilkov

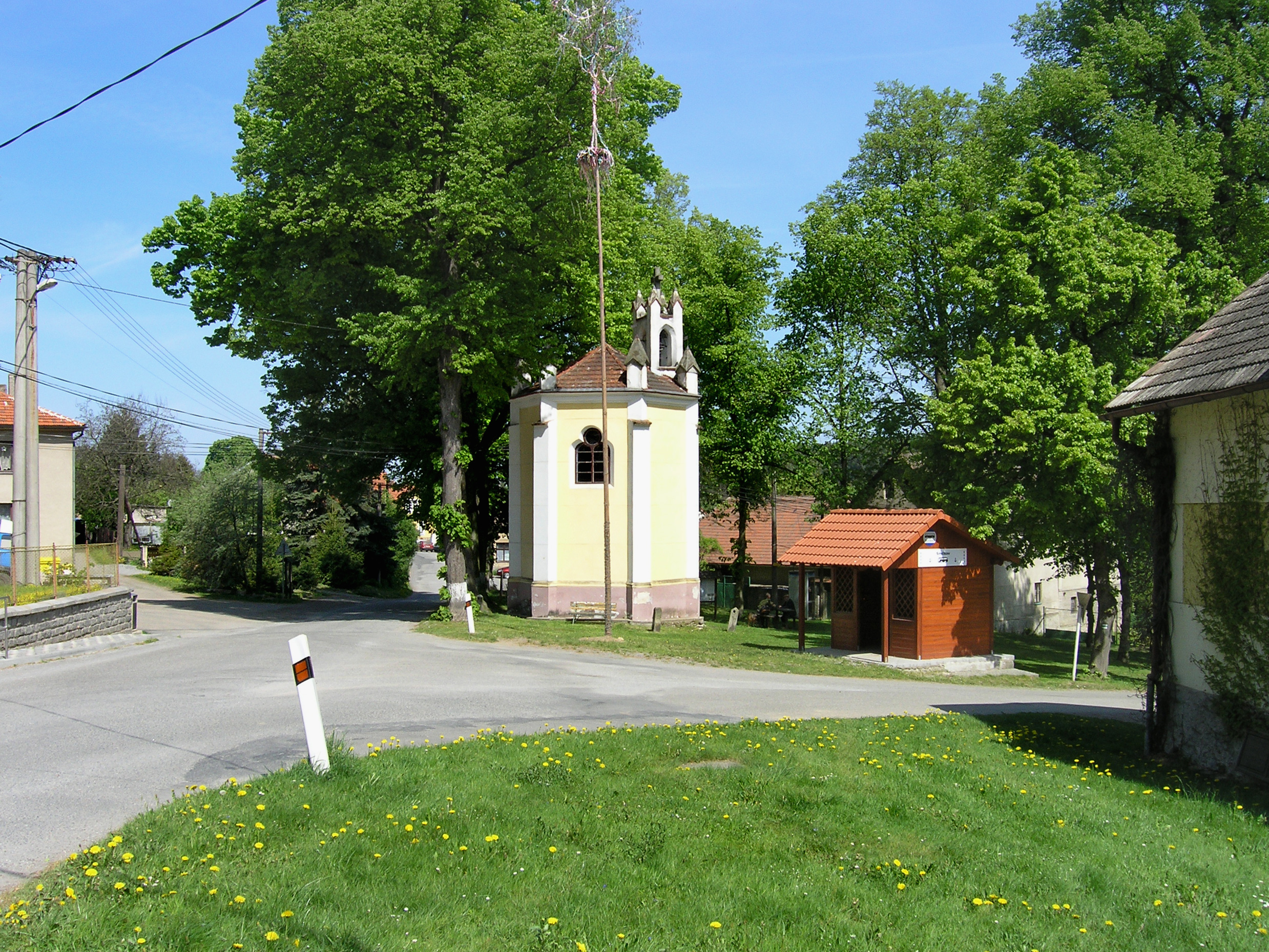
Kapelle am Dorfplatz

Smilkov (deutsch Smilkau) ist eine Gemeinde in der Region Středočeský kraj in Tschechien.

## Geschichte
Bereits zu Beginn des 16. Jahrhunderts befand sich am Ort eine Festung der Sádlové ze Smilkova. Später gehörte das Dorf auch den Familien Vejhákové z Koutů, Těmínové z Těmic, Ende des 16. Jahrhunderts Beřkovský ze Šebířova, von 1601 bis 1697 den Herren von Talmberg. 1701 kaufte Christoph Karl Woracziczky von Pabienitz das Dorf, dessen Nachkommen Smilkov noch im 19. Jahrhundert gehörte. 1870 erwarb Karl Georg Doerr (1814–1888), der Vater August von Doerrs, das Gut Smilkov.

## Gemeindegliederung
Die Gemeinde Smilkov besteht aus den Ortsteilen Kouty (Kaut), Líštěnec (Lischtienetz), Oldřichovec (Ullrichsgrund), Plachova Lhota (Plach Lhota), Smilkov (Smilkau) und Zechov (Sechov).

## Sehenswürdigkeiten
- Ruine der Feste Kouty
- Schloss Smilkov
- Kapelle am Dorfplatz
- Kirche in Oldřichovec
- Statuengruppe des Hl. Johannes und Paulus
- Nischenkapelle an der Straße in Kouty

## Persönlichkeiten
- Jiří Jaroch (1920–1986), Komponist, Bratscher und Dirigent

## Bilder

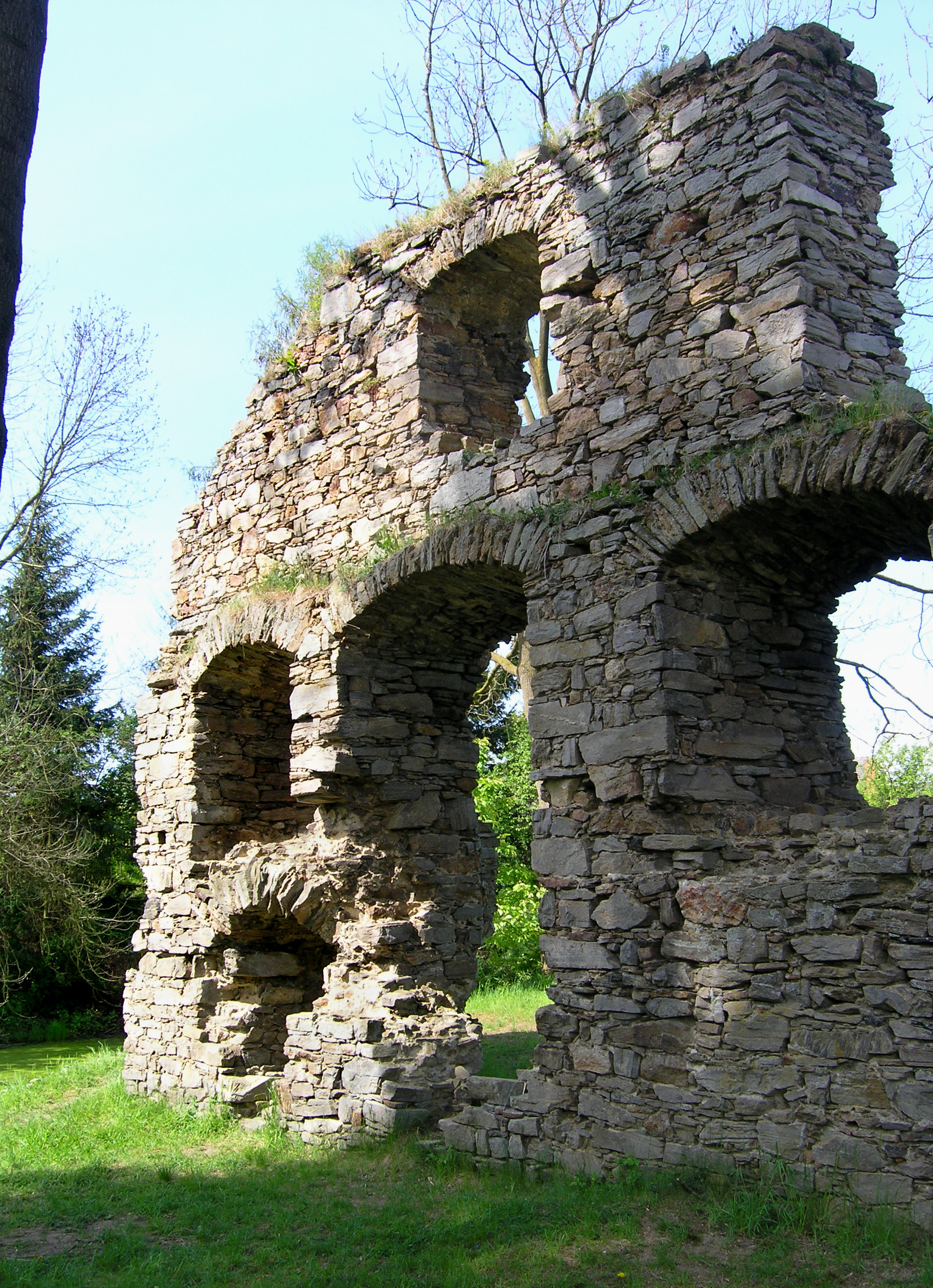
Ruine der Feste Kouty
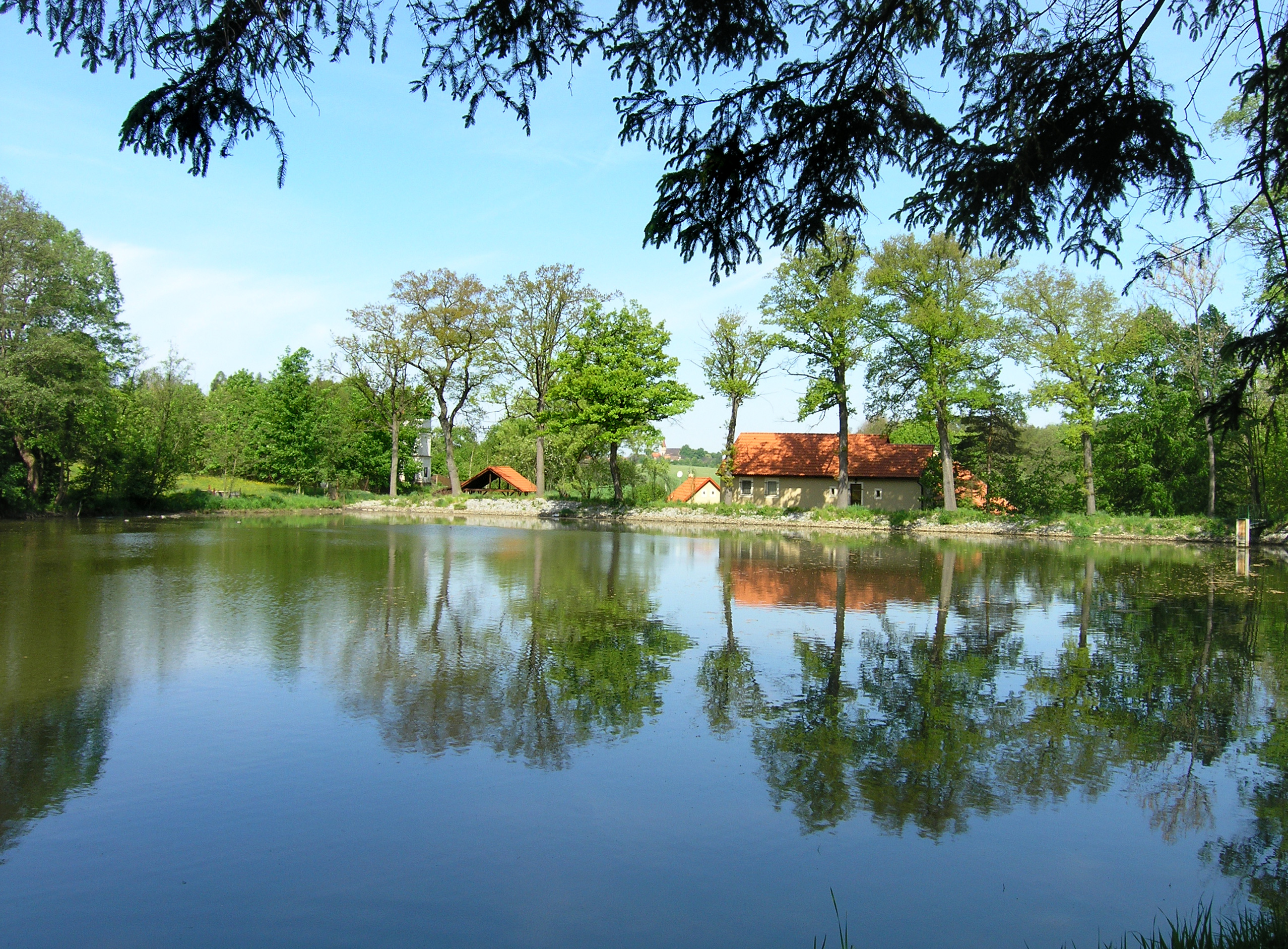
Der Teich „Mlýnský“